# Gaspar Fernandes
Gaspar Fernandes (Spaans: Gaspar Fernández) (ca.1570 tot 1629) was een Portugees componist en kapelmeester werkzaam in Nieuw-Spanje (hedendaags Mexico). Hij staat bekend voor zijn muziek uit de koloniale periode in  Spaans-America. 

## Biografie
Gaspar Fernandes was geboren en opgegroeid in Portugal. Als kleine jongen werd Gaspar zanger aan de kathedraal van de stad Évora. Na zijn wijding in 1599 kreeg hij als een van weinige Portugezen de gelegenheid naar de Spaanse gebieden in de Nieuwe Wereld te vertrekken om daar met zijn muzikaal talent het werk van de Missionarissen te ondersteunen. Dezen hadden al voordien Europese muziek in deze streken ingevoerd. Gaspar werkte als organist en orgelstemmer aan de kathedraal van Santiago de Guetemala (hedendaags Antigua Guatemala) en werd daar in 1602 maestro di capilla (kapelmeester). Hij aanvaardde eenzelfde positie aan de Puebla de los Angeles kathedraal bij Mexico-Stad. Hij is het best bekend van kleurrijke en interessante vilhançicos in Spaans, Portugees en de talen van de Nieuwe Wereld zoals Nahuatl. Hij schijnt zich alleen dan aan liturgische polyfonie gewaagd te hebben als er anders een gat in de dienst zou vallen, misschien omdat hij zich daartoe niet bekwaam voelde. Toch heeft hij zich door op te treden als leraar, dirigent, kopiist en organist bijzonder verdienstelijk gemaakt voor de ontwikkeling van de muziekcultuur in de Nieuwe Wereld.

## Cancionero musical
Een van zijn belangrijkste prestaties in zijn leven was het componeren van het liedboek Cancionero musical. Het boek werd geschreven in het begin van de 17de eeuw en bevat 300 polyfone muziekstukken. Het was een Spaanse gewoonte om meerstemmige muziekstukken in een liedboeken te verzamelen. Echter, wijkt Fernandes van de Spaanse muziekstijl af door invloeden van Afrikaanse en Indiaanse muziektradities op te nemen. Zo zijn de kerk- en kerstliederen gedeeltelijk imitaties van Indiaanse of Afrikaanse dialecten. Hierdoor ontstonden nieuwe muzikale categorieën binnen de Latijns-Amerikaanse cultuur zoals negros, guineos en negrillas. Het liedboek kan omschreven worden als een mix van verschillende tradities en talen. Deze mix bevat onder meer Spaanse, Indiaanse en mestiezendialecten, twee missen, psalmen en instrumentale stukken. Unesco heeft het boek opgenomen in een lijst van werelderfgoed. Unesco omschrijft Cancioneero Musical als een belangrijk muzikaal document over het ontstaan van een transnationale cultuur in Zuid-Amerika.